# Budaczki kamyk
Budaczki kamyk (bułg. Будачки камък) – szczyt pasma górskiego Riła, w Bułgarii, o wysokości 2447 m n.p.m.